# Aniversário de Alice
Aniversário de Alice (Russo: Де́нь рожде́ния Али́сы, translit.: Den' rozhdeniya Alisy) é um animação infantil russa de 2009 com tema de ficção científica dirigido por Sergey Seryogin e produzido pelo estúdio Master-Film. O filme é baseado no romance de mesmo nome do autor Kir Bulychov sobre Alisa (Alice) Selezneva , uma adolescente do futuro. É um sucessor espiritual da animação de 1981, The Mystery of the Third Planet, o qual teve uma grande influência para o filme.

## Elenco
- Yasya Nikolaeva - Alisa Selezneva
- Alexey Kolgan - Gromozeka / magician
- Yevgeny Stychkin - Rrrr, Professor
- Natalya Murashkevich - capitão da espaço-nave
- Roman Staburov - Stepan / Doutor Tuk
- Mark Cernavin - Bolo
- Nikolay Lazarev - Seleznev, professor, pai de Alisa
- Alexey Kuznetsov - Shepherd / Narrador
- Elena Gabets - Vó Tolo
- Anatoly Vologdin
- Anna Glazkova - professora / mãe de Bolo
- George Muradyan - gêmeos
- Sergey Gabrielyan
- Victoria Radunskaya - a senhora da janela
- Dmitry Kurt - policial
- Anatoly Vologdin, Mikhail Lebedev - policial